# Kläppsjö

Kläppsjö är en by som ligger i Sollefteå kommun. Byn grundades vid 1600-talets mitt av "Joen Jonsson finne" och ligger vid Kläppsjön, på vägen mellan Junsele och Örnsköldsvik. Närmsta större ort är Junsele cirka 20 km bort.